# François Braun

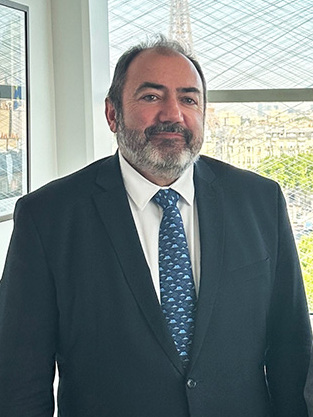
François Braun

François Braun [fʁɑ̃s'wa bron] (* 1962) ist ein französischer Notfallmediziner und Politiker. Vom 4. Juli 2022 bis zum 20. Juli 2023 war er Gesundheitsminister seines Landes.

## Leben
François Braun wurde 1962 geboren. Ab 1984 war er als Arzt in der Notaufnahme des Universitätskrankenhauses von Nancy tätig. Anfang der 2010er Jahre wurde er Chef des Bereichs „Notaufnahme, polyvalente Medizin, Gerechtigkeit und Prekarität“ des Krankenhauses Mercy im regionalen Krankenhauszentrum (Centre hospitalier régional, CHR) von Metz–Thionville im Département Moselle.
2014 und erneut 2020 wurde er zum Vorsitzenden von SAMU–Urgences de France gewählt, eines Berufsverbandes von Notfallmedizinern.
Anfang Juli 2022 wurde er als Nachfolger von Brigitte Bourguignon als Gesundheitsminister in das Kabinett Borne berufen. Am 20. Juli 2023 wurde er im Zuge einer Regierungsumbildung entlassen. Sein Nachfolger wurde Aurélien Rousseau, der bis dahin Directeur de cabinet von Ministerpräsidentin Elisabeth Borne gewesen war.

## Wirken
Als Vorsitzender von SAMU–Urgences de France beriet Braun bereits vor seinem Eintritt in die Regierung Staatspräsident Emmanuel Macron, insbesondere im Verlauf der COVID-19-Pandemie in Frankreich. Im Präsidentschaftswahlkampf 2022 gehörte er Macrons Referentengruppe für Gesundheitsfragen an.
Angesichts eines dramatischen, akuten Personalnotstands bei der Versorgung medizinischer Notfälle in Frankreich beauftragte Macron Braun am 31. Mai 2022 mit einer „Blitzmission“ (Mission Flash), in der Braun Vorschläge zur kurzfristigen Sicherung der Versorgung medizinischer Notfälle und zum Zugang der Bevölkerung zu kurzfristig erforderlicher medizinischer Behandlung für Sommer 2022 unterbreiten sollte.
Am 30. Juni überreichte Braun Premierministerin Elisabeth Borne den 60-seitigen Bericht, der in einem Monat von vier Ärzten sowie dem Leiter der Gesundheitsbehörde (ARS) der Region Normandie verfasst worden war. Das Papier enthielt einen Katalog von 41 Maßnahmen. Borne erklärte, sie werde alle Vorschläge übernehmen. Zu den zentralen und von anderen Notfallmedizinern öffentlich vehement kritisierten Vorschlägen in Brauns Bericht gehört eine Beschränkung des Zugangs zu den Notaufnahmestationen der Krankenhäuser auf solche Patienten, die zuvor von einem Dispatchsystem zugelassen worden sind, etwa nach einem Telefonanruf beim medizinischen Notruf. Weniger als eine Woche später wurde Braun selbst Gesundheitsminister und damit für die Umsetzung der Vorschläge verantwortlich.